# Дак Лак
Дак Лак (виј. Đắk Lắk) је једна од 58 покрајина Вијетнама. Налази се у региону Централна Висораван (Вијетнам). Заузима површину од 13.139,2 km². Према попису становништва из 2009. у покрајини је живело 1.733.624 становника. Главни град је Буон Ме Туот.